# Werner-Creutzfeldt-Preis
Der Werner-Creutzfeldt-Preis ist ein Wissenschaftspreis, der von der Deutschen Diabetes Gesellschaft einmal jährlich vergeben wird. Er richtet sich an forschende Mediziner und Naturwissenschaftler für herausragende Arbeiten auf dem Gebiet der Pathophysiologie und Therapie des Diabetes mellitus, insbesondere mit dem Schwerpunkt der Forschung im Bereich „gastrointestinale Hormone“. Preisstifter ist die Lilly Deutschland GmbH, der Widmungsname geht auf Werner Creutzfeldt zurück. Der Preis ist mit 10.000 € dotiert.

## Preisträger
- 2007: Michael A. Nauck, Bad Lauterberg
- 2008: Baptist Gallwitz, Tübingen
- 2009: Juris Meier, Bochum
- 2010: Bernhard Göke, München
- 2011: Wolfgang E. Schmidt, Bochum
- 2012: Matthias Tschöp, München
- 2013: Jörg Schirra, München
- 2014: Michael Stumvoll, Leipzig
- 2015: Andreas Fritsche, Tübingen
- 2016: Annette Schürmann, Nuthetal
- 2017: Norbert Stefan, Tübingen
- 2018: Anette-Gabriele Ziegler, München
- 2019: Andreas F. H. Pfeiffer, Nuthetal
- 2020: Heiko Lickert, Neuherberg
- 2021: Michael Roden, Düsseldorf
- 2022: Stephan Herzig, München
- 2023: Timo Müller, München
- 2024: Robert Wagner, München[1]
- 2025: Carolin Daniel, München[2]